# شهرداری هورجول
شهرداری هورجول (به لاتین: Municipality of Horjul) یک منطقهٔ مسکونی در اسلوونی است که در اسلوونی واقع شده‌است. شهرداری هورجول ۳۲٫۵ کیلومتر مربع مساحت و ۲٬۶۲۲ نفر جمعیت دارد.